# Rhyssemus pondoensis
Rhyssemus pondoensis är en skalbaggsart som beskrevs av Rudolph Petrovitz 1967. Rhyssemus pondoensis ingår i släktet Rhyssemus och familjen Aphodiidae. Inga underarter finns listade i Catalogue of Life.